# توماس ستامفورد رافلز

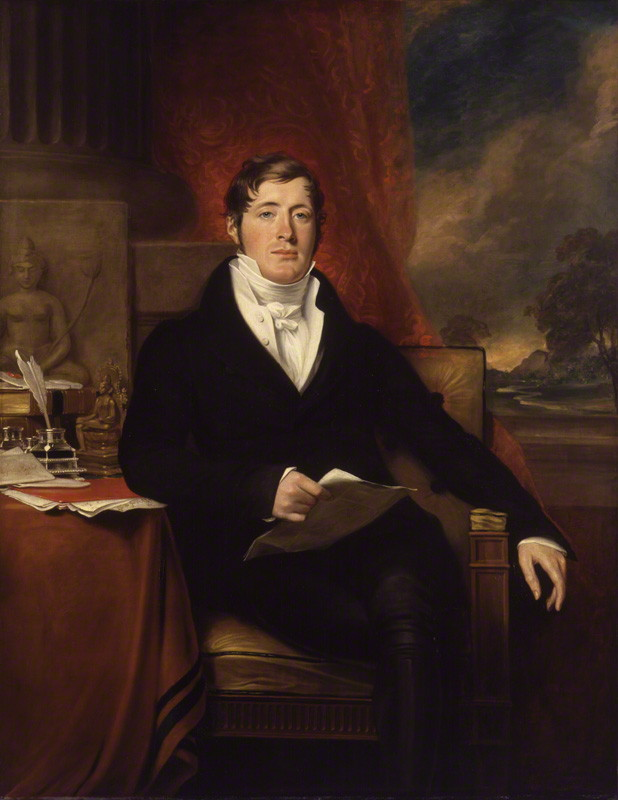
رافلز في 1817

السير ستامفورد رافلز Sir Thomas Stamford Bingley Raffles (عاش 6 يوليو 1781 – 5 يوليو 1826). أحد مسؤولي شركة الهند الشرقية، وهو مؤسس سنغافورة الحديثة والملقب ب«أب سنغافورة». حصل عام 1819م على حقوق إنشاء ميناء عن طريق معاهدة أبرمها مع الزعيم المحلي تيمنجونج عبد الرحمن والسلطان حسين حاكم جوهر. بإعلان سنغافورة ميناءً حرًا جذب ستامفورد السفن التي ترغب في مبادلة البضائع. أدى نجاح الميناء إلى هجرة الآلاف إلى سنغافورة. وقام ستامفورد أيضا بإعداد أول تخطيط للمدينة، والخطوط العريضة للمباني. وضعت هذه الجهود التي قام بها ستامفورد الأساس للتنمية المنظمة لتلك المدينة المتنوعة الأعراق، مع تحديد مناطق معينة للتجمعات المختلفة التجارية والمكاتب الحكومية. وفي المدة بين عامي 1819 و1824م، زار ستامفورد سنغافورة ثلاث مرات، واستغرقت زيارته في كل منها بضعة أشهر. وفي خلال تلك الفترات أعلن ستامفورد القوانين والنظم التي من بينها حظر الرق والقمار، كما قام أيضًا بتأسيس المعهد. وهو كلية لتعليم السكان المحليين. ما زال هذا المعهد قائمًا حتى اليوم تحت اسم معهد رافلز.
ولد توماس ستامفورد رافلز على ظهر السفينة التجارية آن قريبًا من ميناء مورانت في جامايكا، والتحق بخدمة الشركة البريطانية للهند الشرقية وهو في الرابعة عشرة، وذلك لإعالة أسرته. كان أول مكان ينتدب للعمل به في قارة آسيا هو بينانغ في الملايو، عام 1805م، حيث شغل وظيفة مساعد سكرتير. وفي عام 1811م، رافق رافلس بعثة عسكرية بريطانية إلى جزيرة جاوة التي كانت في ذلك الوقت تحت السيطرة الهولندية. احتل البريطانيون باتافيا (جاكرتا الحالية) دون مقاومة. وتم تعيين رافلس حاكمًا عسكرياً، فقام بإتمام إصلاح الإدارة في جاوة قبل أن تضطره حالته الصحية السيئة إلى العودة إلى إنجلترا عام 1816م.

## روابط خارجية
- توماس ستامفورد رافلز على موقع الموسوعة البريطانية (الإنجليزية)
- توماس ستامفورد رافلز على موقع إن إن دي بي (الإنجليزية)